# Lassana Zana Coulibaly
Pour les articles homonymes, voir Coulibaly.
 (août 2014).
Si vous disposez d'ouvrages ou d'articles de référence ou si vous connaissez des sites web de qualité traitant du thème abordé ici, merci de compléter l'article en donnant les références utiles à sa vérifiabilité et en les liant à la section « Notes et références ».
Lassana Zana Coulibaly, né vers 1870 à Sikasso et mort le 10 juillet 1970 à Saint-Louis, Sénégal, est un dignitaire sénégalais.

## Biographie
Lassana Zana Coulibaly est né vers 1870 à Sikasso. Fils de Boulaye  et Diénéba Sako À cette époque, cette ville était la capitale du royaume du Kénédougou. Sofa(père du cheval), il participe à la défense de la ville, face à l'armée coloniale française. La ville tombe  le 1er mai 1898 aux mains des Français. La prise de Sikasso jette sur le chemin de l'exode hommes, femmes, enfants, vieillards et des sofas ou guerriers, rescapés. Il fait partie de ce nombre, de cette horde guerrière  qui, au bout de sa longue marche, arrive dans le nord du Sénégal. Après le Fouta, ils s'installent à Saint-Louis du Sénégal et fondent le quartier Sénéfobougou. qui sera dénommé Ndiolofène nord par arrêté municipal en date de 1965. Lassana Zana Coulibaly fait partie des fondateurs de ce quartier bambara (bamanan) de Saint-Louis du Sénégal. Il en fut l'un des dignitaires ou Dougoutigui. Son homologue était El Hadj Mademba Diouf, chef de quartier de Ndiolofène.
Il a servi comme chef d'équipe aux Travaux Publics Routes de Saint-Louis. D'une grande piété, il comptait parmi ses amis, les érudits : Serigne Babacar Cissé Balacoss, El Hadj  Rawane Ngom Mpal, El Hadj Salif Mbengue , Thierno Ousmane Sy père de Mourchid  Ahmed Iyane Sy. 
Fort avancé en âge, il cède volontairement ses fonctions de Dougoutigui à Moussa Balla Diarra nommé délégué de quartier par les autorités locales.
Il meurt le 10 juillet 1970, à Sénéfobougou, Saint-Louis du Sénégal. Après sa mort, Moussa Balla Diarra sera confirmé à la tête de la communauté bambara de Sénéfobougou. Après le décès  de ce dernier en 1997, Demba Sankharé est le  Dougoutigui avec ses fonctions de délégué de quartier.

## Famille
Lassana Zana Coulibaly est le père de l'intellectuel et homme politique Insa Coulibaly et de l'écrivain Alioune Badara Coulibaly.